# Artabotrys nicobarianus
Artabotrys nicobarianus este o specie de plante angiosperme din genul Artabotrys, familia Annonaceae, descrisă de Debika Das. Conform Catalogue of Life specia Artabotrys nicobarianus nu are subspecii cunoscute.